# East Gillespie
East Gillespie és una població dels Estats Units a l'estat d'Illinois. Segons el cens del 2000 tenia 234 habitants.

## Demografia
Segons el cens del 2000, East Gillespie tenia 234 habitants, 91 habitatges, i 65 famílies. La densitat de població era de 282,3 habitants/km².
Dels 91 habitatges en un 26,4% hi vivien nens de menys de 18 anys, en un 62,6% hi vivien parelles casades, en un 7,7% dones solteres, i en un 27,5% no eren unitats familiars. En el 23,1% dels habitatges hi vivien persones soles l'11% de les quals corresponia a persones de 65 anys o més que vivien soles. El nombre mitjà de persones vivint en cada habitatge era de 2,57 i el nombre mitjà de persones que vivien en cada família era de 3,09.
Per edats la població es repartia de la següent manera: un 23,1% tenia menys de 18 anys, un 9,4% entre 18 i 24, un 22,6% entre 25 i 44, un 28,2% de 45 a 60 i un 16,7% 65 anys o més.
L'edat mediana era de 40 anys. Per cada 100 dones de 18 o més anys hi havia 102,2 homes.
La renda mediana per habitatge era de 35.000 $ i la renda mediana per família de 36.500 $. Els homes tenien una renda mediana de 31.875 $ mentre que les dones 21.875 $. La renda per capita de la població era de 20.628 $. Aproximadament el 3,2% de les famílies i el 5,3% de la població estaven per davall del llindar de pobresa.

## Poblacions properes
El següent diagrama mostra les poblacions més properes.